# 红色工程师的崛起
《红色工程师的崛起：清华大学与中国技术官僚阶级的起源》（英語：Rise of the Red Engineers: The Cultural Revolution and the Origins of China's New Class，直译为《红色工程师的崛起：文化大革命与中国新阶级的起源》），安舟著，2009年出版，2017年出版中译本。

## 内容
1949年后，受教育程度不高的农民革命者与中国受过教育的精英阶层成员共同进入新的中国社会。随着革命干部的子女获得教育证书，知识分子的子女加入执政党，这些相互竞争的精英阶层逐渐凝聚在一起。然而，正是毛泽东在文化大革命期间对这两个群体的攻击，刺激了精英阶层之间的政治团结，并在他死后为结合他们的政治和文化资源的技术专家阶层的巩固铺平了道路。本书故事是通过对清华大学的案例研究来讲述如何清华大学等大学成为技术官僚的首选培训场所。

## 评论
- 余杰书评题为《清华是中国最糟糕的大学》：“清华学生中党员比例之高，师生中党组织之活跃，以及跻身共产党最高层领导层的清华毕业生数量之多，没有任何一所中国大学能与之媲美。”本书“准确而细致地回答了”这一变化是如何发生的。[4]
- 董国强：研究清华大学个案“不但在论述策略上是十分明智的，而且在研究内容上也别开生面，具有创新意义。”[5]
- Zheng Xiaowei：“在中国研究、社会学和比较政治领域，《红色工程师的崛起》是一本有力且清晰的书。”[6]